# Função sublinear
Na álgebra linear, uma função sublinear (ou funcional, como é mais usada na análise funcional ) é uma função {\displaystyle f:V\to \mathbb {F} } em um espaço vetorial V sobre {\displaystyle \mathbb {F} } um campo ordenado (por exemplo, os números reais {\displaystyle \mathbb {R} } ), que satisfaz 
{\displaystyle f(\gamma x)=\gamma f(x)} para qualquer positivo {\displaystyle \gamma \in \mathbb {F} } e qualquer {\displaystyle x\in V} ( homogeneidade positiva ) e
{\displaystyle f(x+y)\leq f(x)+f(y)} para qualquer x,   y   ∈   V ( subaditividade ).
Em análise funcional, o nome funcional Banach é usado para funções sublineares,especialmente quando formulando o teorema Hahn–Banach. 
Em contraste, na ciência da computação, uma função {\displaystyle f:\mathbb {Z} ^{+}\to \mathbb {R} } é chamado sublinear se {\displaystyle \lim _{n\to \infty }f(n)/n=0} ou {\displaystyle f(n)\in o(n)} em notação assintótica (observe as pequenas {\displaystyle o} ) Formalmente, {\displaystyle f(n)\in o(n)} se e somente se, para qualquer dado {\displaystyle c>0}, existe um {\displaystyle n_{0}} de tal modo que {\displaystyle f(n)<c\cdot n} para {\displaystyle n\geq n_{0}.}  Ou seja, {\displaystyle f} cresce mais lentamente do que qualquer função linear. Os dois significados não devem ser confundidos: enquanto uma função de Banach é convexa, quase o oposto é verdadeiro para funções de crescimento sublinear: todas as funções {\displaystyle f(n)\in o(n)} pode ser delimitado por uma função côncava do crescimento sublinear. 

## Exemplos
- Toda (semi-) norma é uma função sublinear. O oposto não é verdadeiro, porque (semi-) normas podem ter seu espaço vetorial de domínio sobre qualquer campo (não necessariamente ordenado) e devem ter {\displaystyle \mathbb {R} } como seu codomain.

## Propriedades
- Toda função sublinear é uma funcional convexa .

## Operadores
O conceito pode ser estendido a operadores homogêneos e subaditivos. Isso requer apenas que o codomain seja, digamos, um espaço vetorial ordenado para entender as condições. 